# لقمه‌ماهی جنوبی
لقمه‌ماهی جنوبی (نام علمی: Dasyatis americana) نام یک گونه از تیره پوماهی است.